# Mija Martina
Mija Martina  (* 26. April 1984 in Mostar) ist eine bosnisch-herzegowinische Sängerin.

## Hintergrund
Sie vertrat Bosnien und Herzegowina beim Eurovision Song Contest 2003 mit dem Titel Ne brini und erreichte Platz 16.
Darüber hinaus verkündete sie die Ergebnisse der bosnisch-herzegowinischen Punktevergabe beim Eurovision Song Contest 2004.